# Google Pixel Buds
Pixel Buds – bezprzewodowe słuchawki, produkowane przez firmę Google. Prezentacja produktu odbyła się 4 października 2017 roku na imprezie Made by Google, na której przedstawiane są najnowsze gadżety. Słuchawki od razu ukazały się w przedsprzedaży za 159 dolarów w Google Store. Są kompatybilne z Asystentem i Tłumaczem Google.
Charakterystyczną cechą Pixel Buds jest ich połączenie z Asystentem Google, inteligentnym asystentem głosowym. Poza standardowymi funkcjami takimi jak: wyszukiwarka internetowa oraz obsługa nośników danych, słuchawki również tłumaczą rozmowy w czasie rzeczywistym. Gadżet rozpoznaje 40 języków.
Debiut Pixel Buds spotkał się z negatywnym odbiorem, głównie krytykowano wygląd zewnętrzny słuchawek. Najnowsze źródła donoszą, że funkcja Tłumacza Google jest dostępna dla wszystkich słuchawek kompatybilnych z Asystentem Google i telefonów z systemem Android.